# Milagros Lanty
Milagros Lanty (* 4. Juli 1926) ist ein dominikanischer Sänger.
Lanty zählte zum Beginn seiner Laufbahn zum Talentepool des Senders Voc Dominicana. Er trat als Interpret von Liedern von Bienvenido Brens, Pepo Balcácer, Tony Vicioso, Julio César Bodden und anderer hervor und gastierte in verschiedenen Ländern Amerikas und Europas. Er nahm mehrere LPs mit Cumbias, Chachachás, Mambos  und Boleros auf, in denen er u. a. die soziale Situation der afrokaribischen Bevölkerung thematisierte. Später lebte er in Brasilien.